# Ложка-вилка
Ложка-вилка (жарг. ловилка; англ. spork (spoon + fork)) — столовый прибор, сочетающий элементы ложки и вилки. В XVI-XVII веках изготавливались вилки со съёмными черпаками, которые крепились на зубья. В современном виде ложка-вилка появилась в США в 1870-е годы и запатентована в 1874 году. Употребляется главным образом для пищи быстрого приготовления. Изготавливается из металла, пластика либо дерева. Также иногда употребляется название «спорк» от английского spork — слова-бумажника, образованного от spoon (ложка) и fork (вилка). Ложка с зубцами также является классическим прибором для мороженого. Из-за возможности экономить место и вес ложка-вилка широко применяется как столовый прибор для экстремального туризма и альпинизма. Часто ложка-вилка для походных условий имеет механизм складывания ручки для уменьшения размеров.